# Arash
 (janvier 2022).
 (février 2021).
Si vous disposez d'ouvrages ou d'articles de référence ou si vous connaissez des sites web de qualité traitant du thème abordé ici, merci de compléter l'article en donnant les références utiles à sa vérifiabilité et en les liant à la section « Notes et références ».
Arash Labaf (en persan : آرش لباف), né le 23 avril 1977 à Téhéran, en Iran, est un chanteur iranien. Il est également producteur de musique. Il réside à Dubaï.

## Biographie
Arash grandit jusqu'à l'âge de 10 ans à Téhéran, la capitale iranienne, puis sa famille déménage en Suède, d'abord à Uppsala avant de s'installer à Malmö cinq ans plus tard. Son premier album, Arash, est sorti en mars 2005, après la fin de ses études à l'université. Ses singles, Boro Boro (« Va-t'en ») et Temptation (avec Rebecca Zadig) rencontrent un certain succès en Europe. Il a aussi fait une chanson en russe avec le groupe Blestyashchie.
Il est disque d'or dans cinq pays : Allemagne, Russie, Slovénie et Grèce pour son album, Arash Arash, et en Suède pour Boro Boro.
Arash collabore avec DJ Aligator, lui aussi d'origine iranienne, sur le morceau Music Is My Language.
Dans son album Crossfade, Arash, DJ Aligator et Shahkar Bineshpajoo sortent une chanson pour soutenir l'équipe iranienne de football à la coupe du monde de football de 2006.
Arash a participé avec Aysel Teymurzade au concours Eurovision de la chanson 2009 sous les couleurs de l'Azerbaïdjan. Leur chanson Always s'est classée troisième.
En avril 2010, il sort un nouveau single Dasa Bala avec la participation de Sharareh Aylar Lie Dianati, Timbuktu ainsi que Yag. Dans le courant du mois de décembre 2010, il sort un nouveau morceau en collaboration avec Sharareh Aylar Lie Dianati, intitulé Broken Angel.
En 2013, il sort le single She Makes Me Go, un duo avec Sean Paul.
En novembre 2014, il sort l'album Superman avec plusieurs duos dont un titre en français On est là.
Arash vit maintenant à Dubaï.

## Discographie

### Albums
- 2005 :  Arash

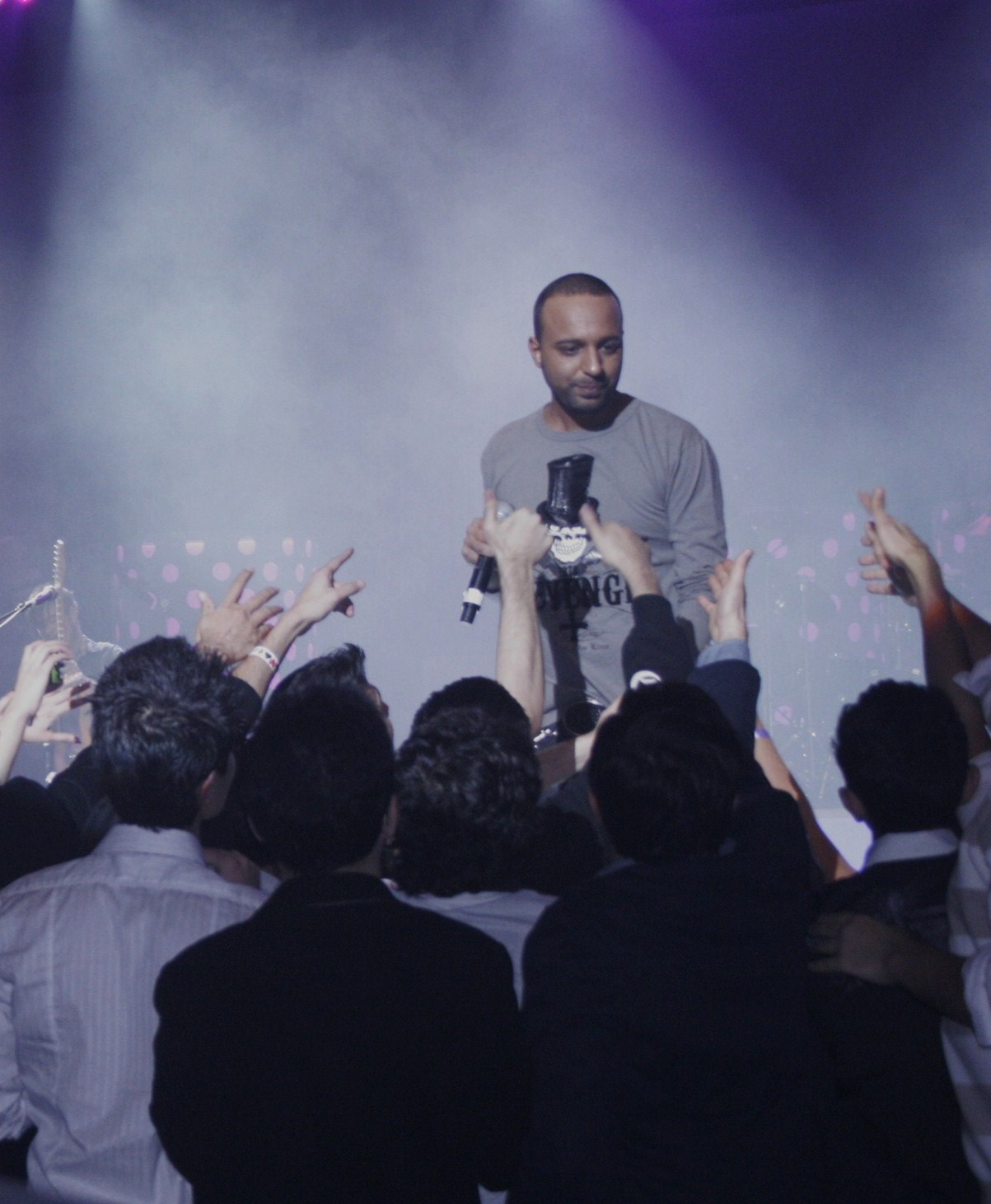
Arash à Las Vegas.

- 2006 : Crossfade (The Remix Album)
- 2008 : Donya
- 2014 : Superman

### Singles
| Année       | Titre                                                           | SU | ND | ALL | RU | DK | SW | PL | FI | Album                       |
| ----------- | --------------------------------------------------------------- | -- | -- | --- | -- | -- | -- | -- | -- | --------------------------- |
| 2004 / 2005 | Tike tike Kardi                                                 | 2  | –  | –   | –  | –  | –  | 10 | –  | Arash                       |
| 2004 / 2005 | Boro Boro                                                       | 1  | –  | –   | –  | –  | 8  | 6  | 12 | Arash                       |
| 2004 / 2005 | Temptation (en duo avec Rebecca Zadig)                          | 2  | –  | –   | –  | –  | 42 | 40 | 15 | Arash                       |
| 2004 / 2005 | Vostochnie Stazky (Восточные сказки) avec Blestyashchie         | –  | –  | –   | –  | –  | –  | –  | –  | Crossfade (The Remix Album) |
| 2004 / 2005 | Bombay Dreams feat. Aneela et Rebecca Zadig                     | –  | –  | –   | –  | –  | –  | –  | 8  | Bombay Dreams OST Arash     |
| 2006        | Arash (feat. Helena)                                            | 20 | –  | –   | –  | –  | –  | 1  | 8  | Arash                       |
| 2006        | Iran Iran feat. Dj Alligator                                    | –  | –  | –   | –  | –  | –  | –  | –  | Crossfade (The Remix Album) |
| 2006        | Chori Chori feat. Aneela                                        | –  | –  | –   | –  | –  | 82 | 20 | 5  | Donya                       |
| 2006        | Music Is My Language feat. Dj Alligator                         | –  | –  | –   | –  | –  | –  | –  | –  | Crossfade (The Remix Album) |
| 2008        | Donya (en duo Shaggy)                                           | –  | –  | –   | –  | –  | –  | 59 | –  | Donya                       |
| 2008        | Suddenly (en duo avec Rebecca)                                  | –  | –  | –   | –  | –  | –  | 6  | –  |                             |
| 2008        | Pure Love (en duo avec Helena)                                  | –  | –  | –   | –  | –  | –  | 11 | –  | Donya                       |
| 2009        | Dasa Bala (en duo avec Tombouctou, Aylar & YAG)                 | –  | –  | –   | –  | –  | –  | –  | –  | Donya                       |
| 2009        | Près de toi feat. Najim feat. Rebecca Zadig                     |    |    |     |    |    |    |    |    |                             |
| 2009        | Broken Angel (en duo avec Helena)                               | –  | –  | –   | –  | –  | –  | –  | –  | –                           |
| 2013        | She Makes Me Go (feat. Sean Paul)                               | 55 | –  | 5   | –  | –  | 13 | 6  | 11 | Superman                    |
| 2014        | One Day (en duo avec Helena)                                    | –  | –  | –   | –  | –  | –  | –  | –  | Superman                    |
| 2014        | Sex Love Rock n Roll (SLR) (feat. T-Pain)                       | –  | –  | 52  | –  | –  | –  | –  | –  | Superman                    |
| 2014        | Doga doga feat. Medina                                          |    |    |     |    |    |    |    |    | Superman                    |
| 2017        | Se fue feat. Mohombi                                            |    |    |     |    |    |    |    |    | –                           |
| 2018        | Dooset daram feat. Helena                                       |    |    |     |    |    |    |    |    | –                           |
| 2018        | Goalie Goalie feat. Pitbull (rappeur) feat. Nyusha feat. Blanco |    |    |     |    |    |    |    |    | –                           |
| 2021        | Lavandia feat. Marshmello                                       |    |    |     |    |    |    |    |    | –                           |

## Remarque
Les chansons Temptation et Music Is My Language sont des reprises de classiques de la musique algérienne. Le sample de Music Is My Language est celui d'une chanson de Dahmane El Harrachi dont le titre est Ya Rayah.
Une reprise a été créée en français avec Najim de Suddenly en 2009.

## Filmographie
- 2004 : Bombay Dreams
- 2005 : Bluffmaster! (Bure Bure, Boro Boro en hindi)
- 2012 : La Saison des Rhinocéros (فصل کرگدن, Fasle kargadan) de Bahman Ghobadi